# نورمن لیر
نورمن میلتن لیر (انگلیسی: Norman Milton Lear؛ زادهٔ ۲۷ ژوئیهٔ ۱۹۲۲ – درگذشتهٔ ۵ دسامبر ۲۰۲۳) یک تهیه‌کننده تلویزیونی، فیلم‌نامه‌نویس، و تهیه‌کننده فیلم اهل ایالات متحده آمریکا بود. وی از سال ۱۹۴۸ تا ۲۰۲۳ میلادی مشغول فعالیت بود.

## جوایز و افتخارات
- نامزد جایزه اسکار بهترین فیلم‌نامه غیراقتباسی به خاطر فیلم طلاق به سبک آمریکایی (۱۹۶۷)، لیر به خاطر تأثیرش بر تلویزیون و فرهنگ آمریکا مورد تقدیر قرار گرفته‌است.[۱] قبل از همه در خانواده، کمدی‌های تلویزیونی در دهه‌های ۱۹۵۰ و ۱۹۶۰عموماً زندگی خانوادگی سفیدپوستان آمریکایی را راحت نشان می‌داد و از طرح مسائلی مانند تبعیض نژادی و پدرسالاری اجتناب می‌کرد.

## فیلم‌شناسی

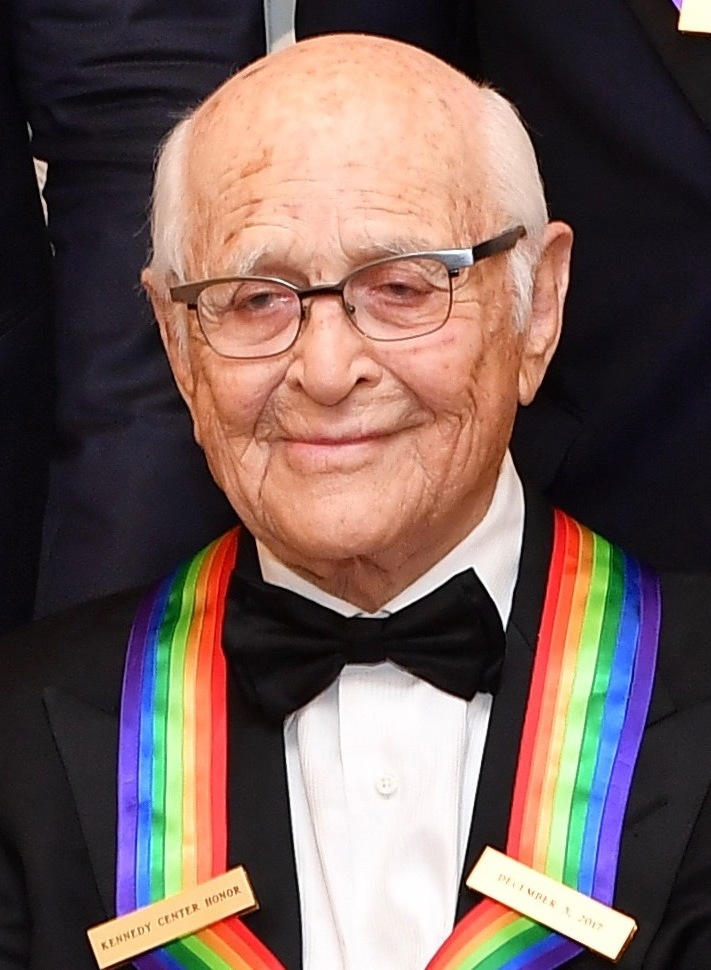
لیر دریافت جایزه از مرکز کندی ۲۰۱۷

- طلاق به سبک آمریکایی (۱۹۶۷)

## زندگی شخصی و مرگ
لیر سه بار ازدواج کرد. اولین ازدواج او با شارلوت روزن در سال ۱۹۴۳ بود. آنها در سال ۱۹۵۶ طلاق گرفتند.
او از سال ۱۹۵۶ تا ۱۹۸۵ با فرانسیس لوب، ناشر مجله لیر ازدواج کرد. آنها در سال ۱۹۸۳ از هم جدا شدند و لوب در نهایت ۱۱۲ میلیون دلار از لیر در توافقنامه طلاق دریافت کرد. در سال ۱۹۸۷ با تهیه‌کننده لین دیویس ازدواج کرد. وی از سه ازدواجش صاحب شش فرزند شد. او پدرخوانده کیتی ساگال بازیگر و خواننده بود. در ۲۷ ژوئیه ۲۰۲۲، او یک صد ساله شد.
لیر به مرگ طبیعی در خانه خود در لس آنجلس در ۵ دسامبر ۲۰۲۳ در سن ۱۰۱ سالگی درگذشت.